# أليكس شيدي
أليكس شيدي (بالإنجليزية: Alex Sheedy)‏ مواليد 17 نوفمبر 1992، هو لاعب كرة سلة أسترالي ويحمل الرقم 10. يبلغ طوله 6 قدم 1 بوصة (1.9 م).